# 中国人民解放军海南岛前线指挥部旧址
中国人民解放军海南岛前线指挥部旧址，位于中国广东省湛江市雷州市雷城镇北部，为湛江市雷州市的一个市、县级文物保护单位，类型为近现代重要史迹及代表性建筑，公布时间为1994年9月13日。
中国人民解放军海南岛前线指挥部旧址的历史年代为解放战争时期。